# Joseph et la femme de Putiphar (Rembrandt)
Pour les articles homonymes, voir Joseph et la femme de Putiphar.
Joseph et la femme de Putiphar est une gravure à l'eau-forte de Rembrandt exécutée (deux états) en 1634.
Elle reprend une scène biblique représentant la femme de Putiphar tentant de séduire Joseph, esclave de son mari.
Cette femme ne porte pas de nom dans le texte biblique. En revanche, un midrash médiéval et une tradition musulmane lui donnent le nom de Zouleïkha.

## Sujet
Selon le Livre de la Genèse 39:1-20, Joseph est emmené comme esclave par Putiphar, officier égyptien du pharaon. La femme de Putiphar essaie de séduire Joseph, qui rejette ses avances. Comme Joseph repousse sa tentative de l'attirer dans son lit, elle l'attrape par sa veste : 

« 10. Quoiqu’elle en parlât tous les jours à Joseph, il ne consentit pas à coucher auprès d’elle ni à être avec elle.
11. Un jour qu’il était entré dans la maison pour faire son service, sans qu’il y eût là aucun des gens de la maison,
12. elle le saisit par son vêtement, en disant : « Couche avec moi. » Mais il lui laissa son vêtement dans la main, et il s’enfuit au-dehors. »

Jean Calvin décrit son apparence « impure et dissolue », compare ses yeux à des « torches à enflammer le cœur par la luxure ». Prenant ses vêtements comme preuve, la femme de Putiphar accuse faussement Joseph d'avoir essayé d'abuser d'elle, l'envoyant en prison.

## Analyse
L'eau-forte de Rembrandt est une présentation dramatique du moment où la femme de Putiphar attrape Joseph qui essaie de partir. Considérée d'une « candeur érotique sans précédent », la gravure montre Joseph détournant les yeux du corps très dénudé de la femme de son maître. Une seule gravure avait été d'une telle agressivité sexuelle : c'était une eau-forte d'Antonio Tempesta de 1600, Diana découvrant la grossesse de Callisto,, « plus conventionnelle d'une facture classique ». Malgré les similarités de composition avec l'estampe de Tempesta, la représentation par Rembrandt des émotions humaines — la révulsion de Joseph et le désespoir de la femme de Putiphar — est unique, et l'œuvre est plus directe dans sa suggestion de l'appétit sexuel d'une femme,, comme dans Adam et Eve (1638, B. 28). Selon Simon Schama, « le corps nu de la femme joue ici le rôle oppressif tandis que le personnage masculin, qui est habillé, fait figure de victime. » Rembrandt représente deux luttes : la tentation de Joseph, dont la bouche molle et les yeux à demi-fermés indiquent une hésitation, face aux serpent de l'éden personnifié par le corps entortillé de la femme : le vice de l’appétit sexuel de la femme face à la vertu de Joseph.
Comme dans cette gravure, la représentation explicite de la vulve féminine dans Joseph et la femme de Putiphar est inhabituelle et donne de l'importance à la lasciveté de la séductrice ; une notion qui perdure depuis l'Antiquité jusqu'aux Pays-Bas du XVIIe siècle est que le sexe de la femme a une faim insatiable de la semence de l'homme. Sur près de 400 eaux-fortes que Rembrandt a produites, Joseph et la femme de Putiphar fait partie des quelque quatre ou cinq que l'on pourrait qualifier d'érotiques ; il n'a pas beaucoup exploité ni diffusé ces estampes au cours de sa carrière.

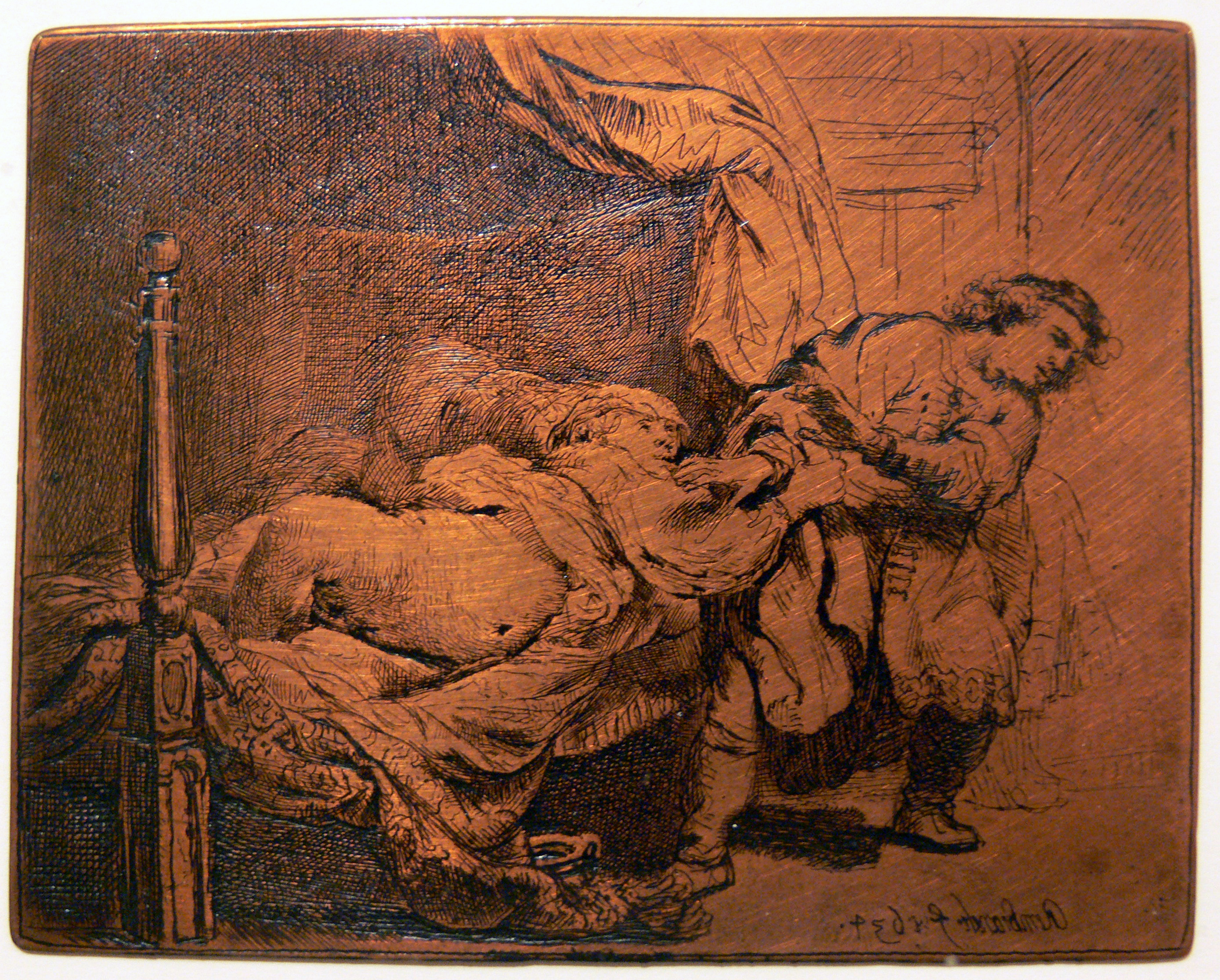
Plaque de cuivre originale de Joseph et la femme de Putiphar (collection du musée de la maison de Rembrandt).

Kenneth Clark a proposé un contexte dans lequel Rembrandt aurait exécuté cette interprétation non idéalisée du nu : il note en effet que les figures féminines des années 1630 de l'artiste marquent une forte rupture avec l'exubérance de son contemporain Pierre Paul Rubens, et contrastent largement avec le classicisme du nu conventionnel. Les eaux-fortes de Rembrandt offrent une « sincérité défiante » ainsi qu'un sens de la pitié pour les imperfections physiques, telles que les bourrelets et les rides.
Rembrandt pourrait avoir essayé de proposer un jugement moral par le biais de l'utilisation dramatique de l'ombre et la lumière : Joseph est vu très illuminé à gauche, tandis que la femme de Potiphar est entourée de l'obscurité de sa couche à droite,. La riche qualité tonale qu'obtient Rembrandt dans ses premières eaux-fortes telles que Joseph et la femme de Putiphar sont produites par sa faculté à construire des aires sombres avec de multiples couches de lignes hachées, lesquelles sont possibles grâce au travail sur deux états.
La plaque originale de cette gravure est conservée dans une collection privée. Les changements entre les deux états sont mineurs : les retouches étant surtout faites sur la couche. Rembrandt a réalisé deux autres eaux-fortes d'épisodes de l'histoire de Joseph antérieurs à cette scène : Jacob pleurant la mort de Joseph (1633, B. 38) et Joseph racontant ses songes (1638, B. 37). Elles sont de tailles similaires, mais dans un format vertical.
L'estampe est signée et datée : « Rembrandt f. 1634 ».

## Sur le marché de l'art
Au début du XXe siècle, Lucien Monod fait un compte-rendu de la valeur des estampes de Rembrandt sur le marché. Il les définit comme étant de « première classe », et leur estimation varie entre 18 et 100 000 fr. ; Joseph et la femme de Putiphar est alors estimée à 1 300 fr..